# Step by Step (canción de Annie Lennox)
«Step by Step» —en español: «Paso a paso»— es una canción escrita y grabada originalmente por la cantante Annie Lennox, posteriormente un éxito pop cross over de la cantante de R&B/pop Whitney Houston. La canción sirvió como segundo sencillo para el álbum banda sonora de 1996 de Houston, La mujer del predicador. La grabación original de Lennox apareció originalmente como el lado B de su sencillo de 1992, «Precious». En gran parte, la versión de Houston reemplaza los versos de Lennox con nuevas letras y omite porciones del puente también. Annie Lennox también proporciona voces de fondo en la interpretación de Houston.

## Antecedentes
En una entrevista para The Nation, Houston dijo que «Annie me envió esta bellísima canción espiritual y en seguida encajó con el estilo del álbum».

## Recepción crítica
Billboard la llamó «uno de los momentos brillantes de la banda sonora de La mujer del predicador» y la describió como «una conmovedora canción góspel», añadiendo que «ha pasado mucho tiempo desde que Houston ha dejado escapar una canción alegre, y se lanza rápidamente a este tema con una facilidad maravillosa.» Entertainment Weekly en su reseña para la banda sonora de La mujer del predicador escribió «Lo mejor de entre la experiencia no-góspel, [...] [es] Step by Step, una vibración house escrita por Annie Lennox, representa una desviación admirable pero le hace la zancadilla una letra de inspiración pálida y tal vez demasiado del sello de su autora.»
- Datos: Q783230